# Paonias pecosensis
Paonias pecosensis är en fjärilsart som beskrevs av Coquer. 1905. Paonias pecosensis ingår i släktet Paonias och familjen svärmare. Inga underarter finns listade i Catalogue of Life.